# خان باسنغان
خان باسنغان (بالفارسية: کاروانسرای پاسنگان) هي خان تاريخية تعود إلى عصر السلالة الصفوية، وتقع في مقاطعة قم.